# Kottla station
Kottla är en av Lidingöbanans stationer belägen vid Kottlavägen i bostadsområdet Kottla i kommundelen Skärsätra i Lidingö kommun.

## Beskrivning

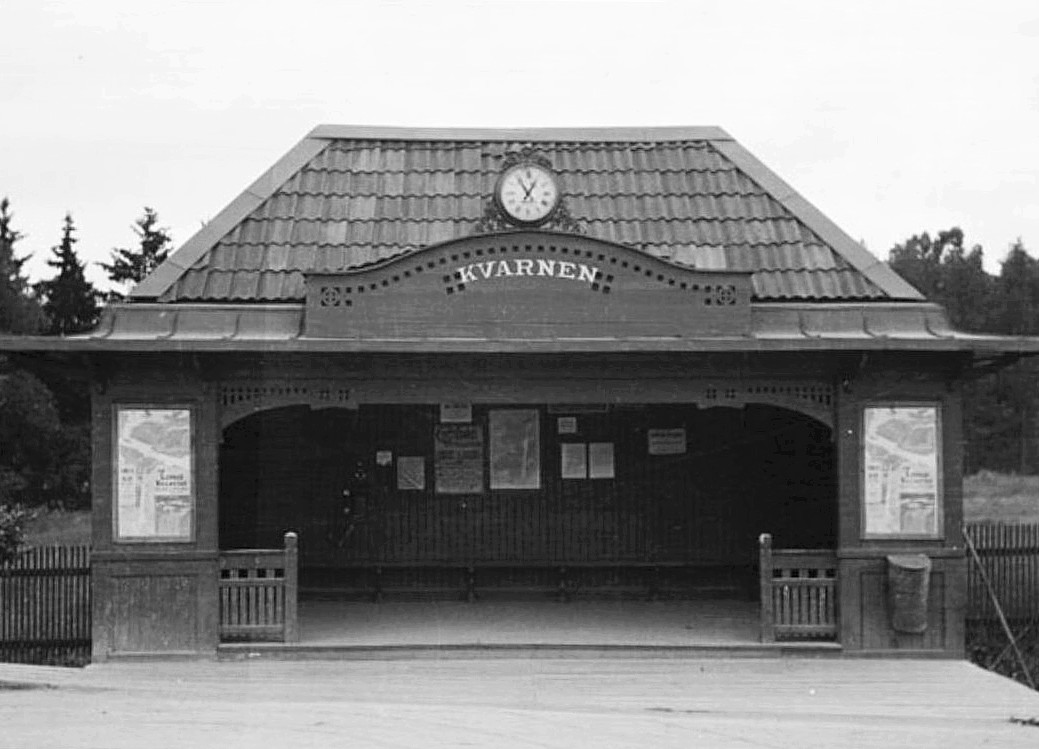
Kvarnens stationshus, 1930-tal.

Hållplatsen Kottla har sitt namn, liksom bostadsområdet och närbelägna Kottlasjön, efter Kottla gård. En hållplats i Kottla anlades i samband med förlängningen av Södra Lidingöbanans spår österut till Brevik som invigdes den 7 juli 1914, ett halvår efter banas invigning i januari 1914. Till en början var antal resande ringa, dock högre på sommaren då sommargäster skulle till sina sommarvillor och fritidsstugor. Kottla fick större betydelse när en anslutande busslinje, nr 1 (dagens 201) öppnats 1937 mellan Kottla, Lidingö villastad och Ropsten.
Den ursprungliga väntkiosken från 1914 revs sommaren 1973 och ersattes av ett enkelt väderskydd. 1995 fick Kottla en ny väntkiosk. Helt ny var den inte utan en upprustad väntkur som ursprungligen stod på Norra Lidingöbanans hållplats Kvarnen (nära Hersby kvarn). Det lilla stationshuset uppfördes redan 1907 och var ritat av arkitekt Axel Herman Forsberg, som också gestaltade främst villor i Lidingö villastad, Storängen och Gamla Enskede samt även flertalet av Norra Lidingöbanan stationshus. Kvarnens stationshus hade till en början ingen tidningskiosk, den kom först på 1940-talet och drevs av Pressbyrån. Stationsnamnet stod på en påkostad skylt på den utsvängda takfoten och kröntes av ett stationsur från Linderoths urfabrik.
Efter Norra Lidingöbanans nedläggning 1971 magasinerades Kvarnens väntkiosk då den representerade ett högt kulturhistoriskt värde. 1995 togs den fram igen, renoverades och lyftes på sin nuvarande plats. Enligt en kulturhistorisk byggnadsinventering från 2011 klassas Kottlas väntkur som kategori 2 vilket innebär ”kulturhistoriskt värdefull”.
I samband med Lidingöbanans upprustning 2013–2015 fick Kottla dubbelspår med två enkelsidiga perronger som ligger mittemot varandra och spårområdet däremellan. Korsningen med Kottlavägen ligger i direkt anslutning mot öster.

## Bilder

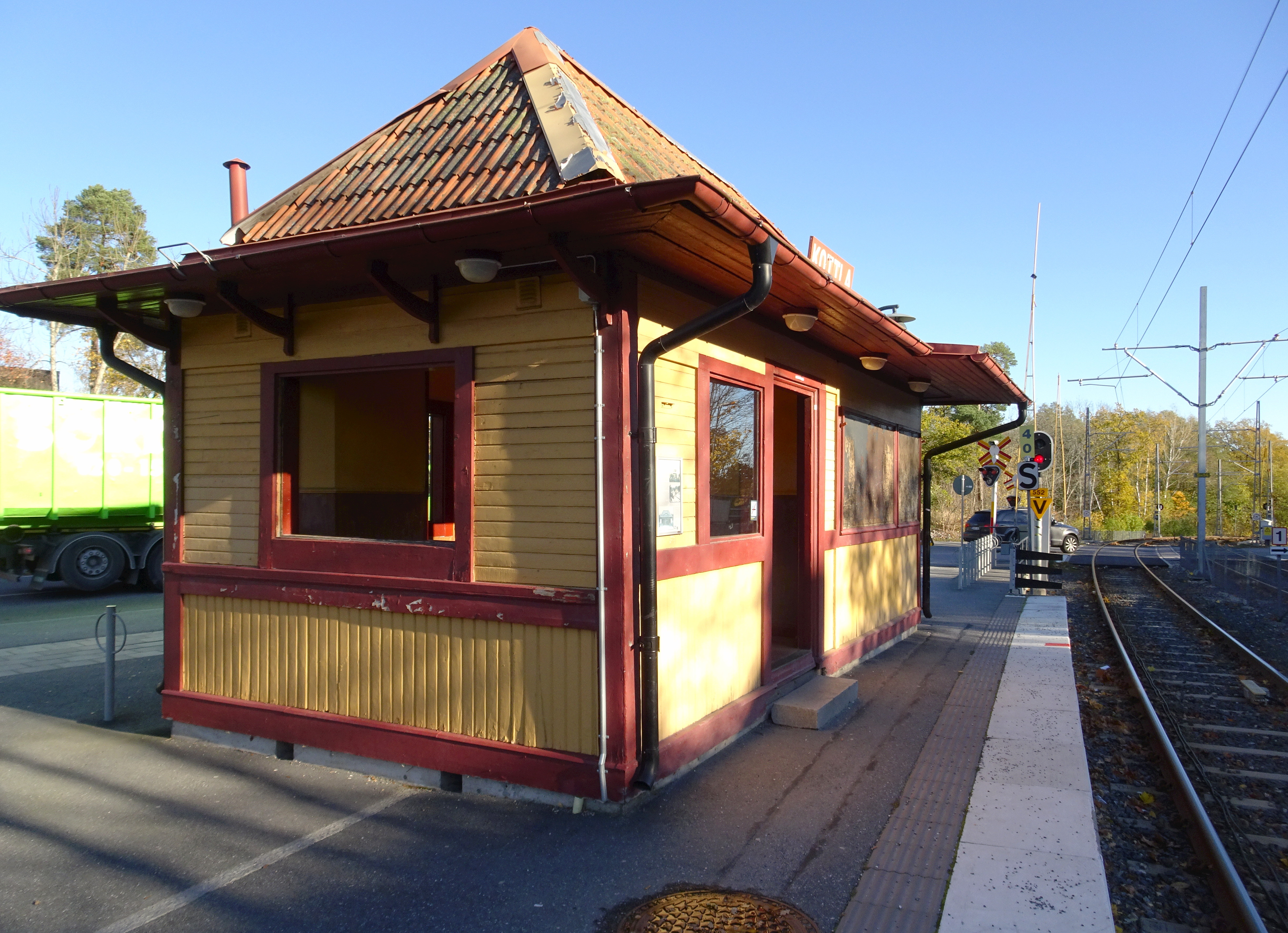
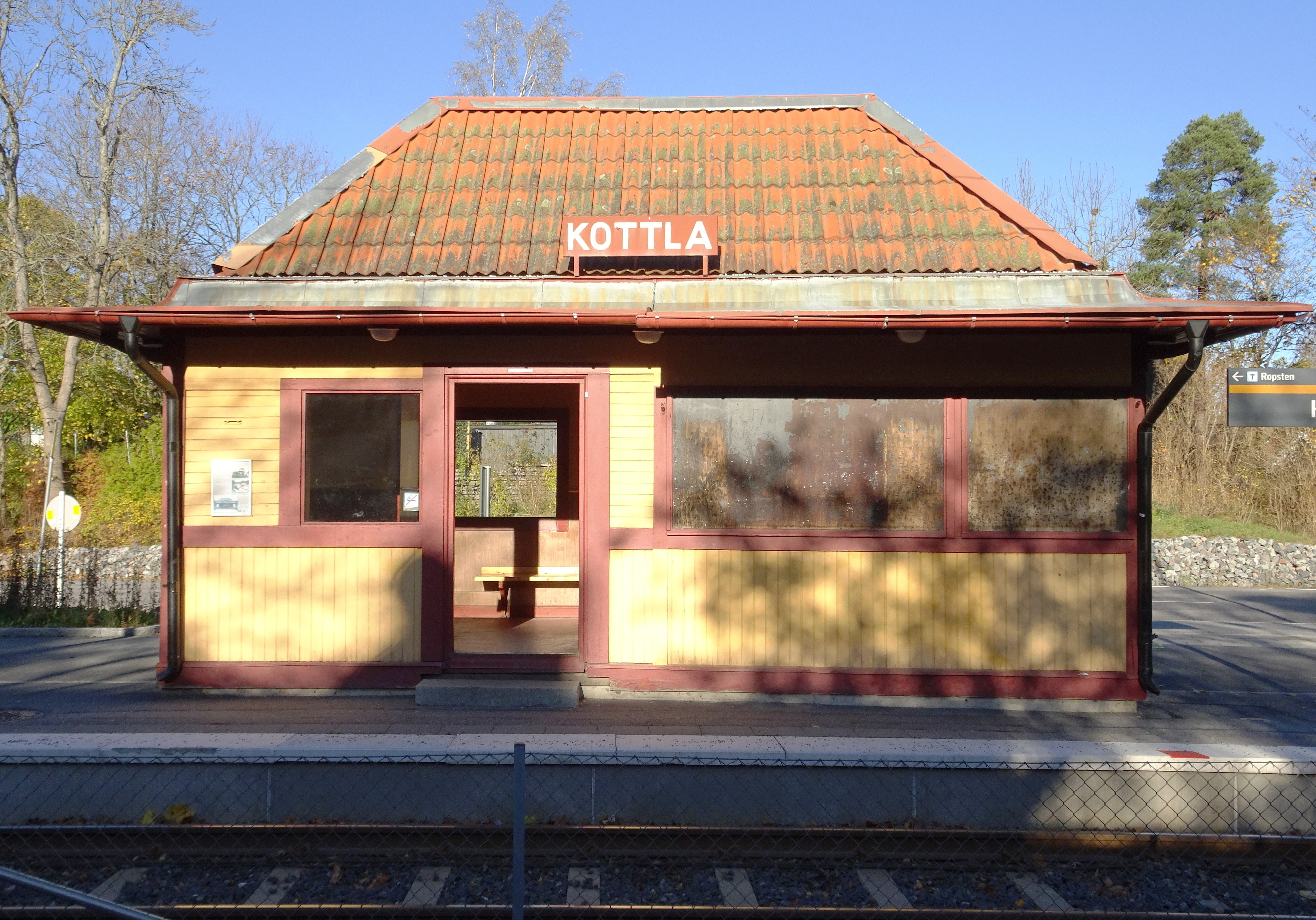
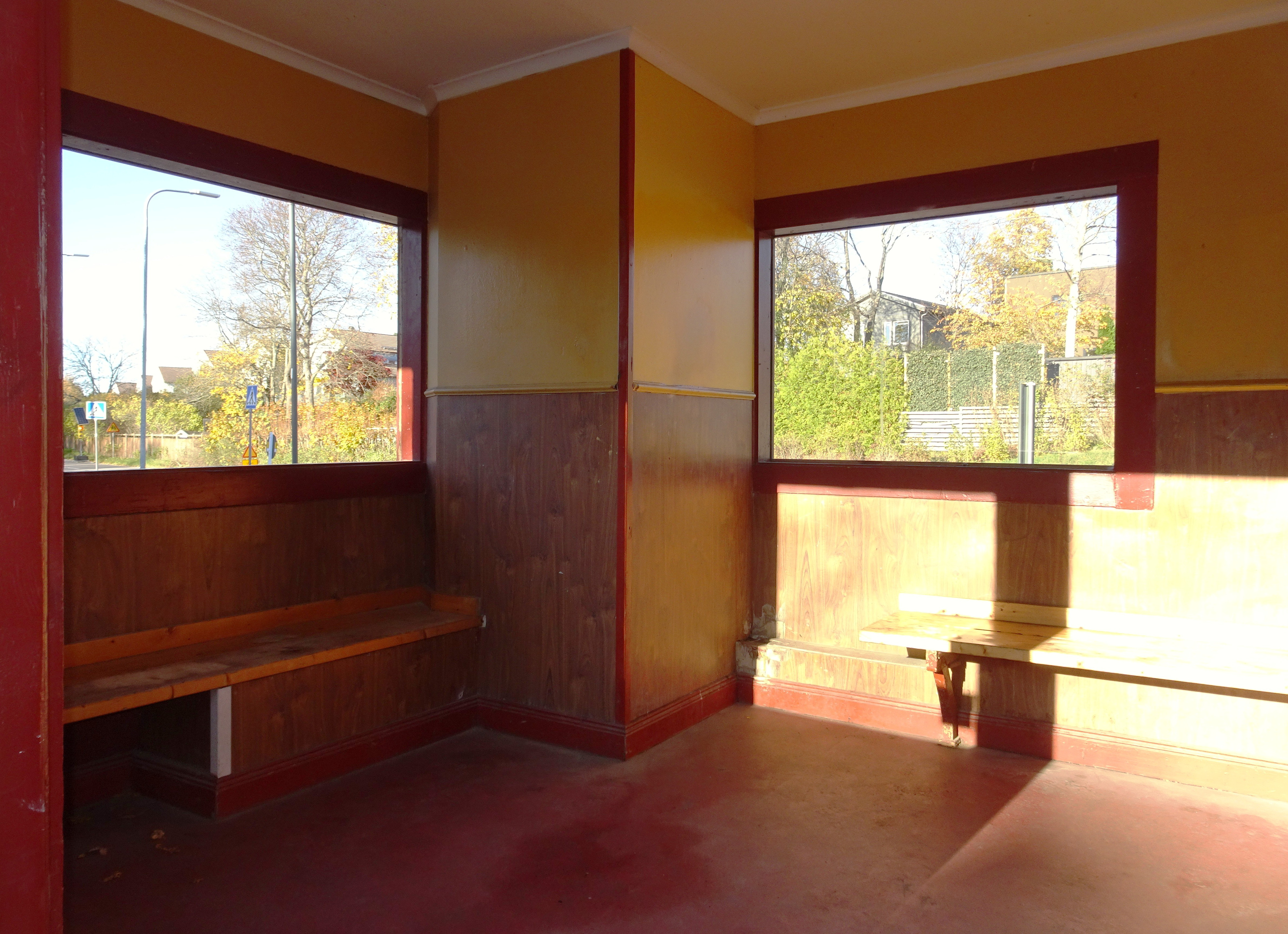
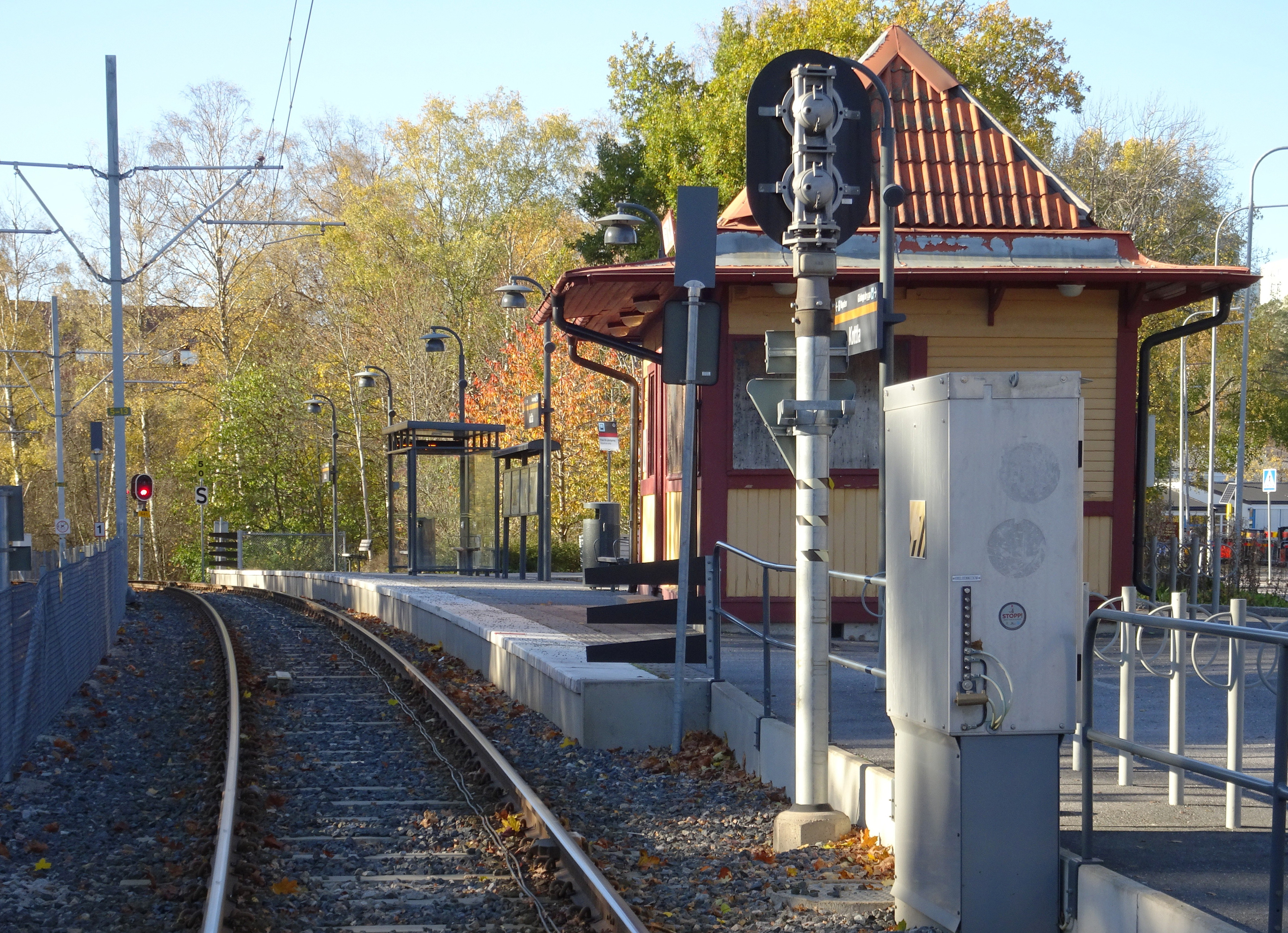